# شون والش
شون والش (بالإنجليزية: Shawn Walsh)‏ هو مدرب رياضي أمريكي، ولد في 21 يونيو 1955 في وايت بلينس في الولايات المتحدة، وتوفي في 26 سبتمبر 2001.

## وصلات خارجية
- شون والش على موقع HockeyDB.com (الإنجليزية)